# ГАЗ-61-416
ГАЗ-61-416 — советский легковой полноприводный автомобиль периода Великой Отечественной войны, бездверная разновидность ГАЗ-61 с кузовом «пикап», изготовленная для военных нужд как лёгкий артиллерийский тягач. Выпускался с июня 1941 года по начало 1942 года. Всего произведено 36 машин.

## История

### Создание
После того, как на базе ГАЗ-М-1 было освоено производство модели ГАЗ-61, на Горьковском автозаводе было начато создание двухосного пикапа ГАЗ-М-415. На базе этих двух машин родилась идея полноприводного пикапа ГАЗ-61-415 с двумя дверями и открытым кузовом. Было создано два образца данной машины, а затем конструкторы стали думать над упрощением этой модели. В мае 1941 года родилась идея 2-местную кабину сделать открытой, а кузов упростить до прямоугольной формы. Это удешевило производство и позволило машине эффективно перевозить артиллерию и оперативно разворачивать её в боевое положение, а также быстро цеплять к автомобилю для передислокации. Новые конструкционные изменения стали причиной возникновения модели ГАЗ-61-416.
Первый пробный пикап был собран в первые дни после начала Великой Отечественной войны, 25 июня 1941 года, следующий экземпляр был собран 4 августа. На испытаниях машины показали хорошую проходимость и тяговое усилие. Машина была принята на вооружение в качестве артиллерийского тягача для орудий 45-мм. С октября 1941 года начался серийный выпуск машин ГАЗ-61-416. В условиях войны лёгкий артиллерийский тягач ГАЗ-61-416 прямо на заводе комплектовали сцепляемой с машиной противотанковой 57-миллиметровой пушкой ЗиС-2 и отправляли на фронт под Москву. В результате получался быстроходный и манёвренный истребитель танков, но малый масштаб производства не позволил этому автомобилю проявить себя в полной мере. Производство ГАЗ-61-416 было остановлено с 1942 года из-за недостатка 6-цилиндровых двигателей и кузовных деталей.

### Прекращение производства
До конца 1941 года было изготовлено 36 таких тягачей. Большинство из них оказалось утеряно в боях под Москвой. С начала 1942 года эту машину перестали производить из-за отсутствия автомобильного стального листа. В июне 1942 года Горьковский завод получил задание по продолжению выпуска ГАЗ 61-416, но технически выполнить его не было возможности, и новый выпуск не состоялся. Неизвестно, дошли ли данные автомобили до конца войны.

## Где можно увидеть
- Россия — Музейный комплекс УГМК (Свердловская область, г. Верхняя Пышма).